# Макао (карточная игра)
Макао — азартная карточная игра, широко распространённая в мире в начале XX века, до запрета игорных домов. Названием обязана городу Макао (Аомынь), бывшей португальской колонии, крупнейшему центру игорного бизнеса на Востоке.
В макао повсеместно играли в Петрограде осенью 1917 года «невероятное количество солдат, располагавшие подчас, неведомо откуда, довольно большими деньгами» в «свыше пятидесяти игорных притонов», в том числе и в игорном клубе Общество Престарелых Мучеников в рассказе Александра Грина «Клубный арап».
Правила в разной литературе описываются по-разному, но принцип их один. В одних вариантах сдают по 1 карте, в других — по 3, ещё в одном варианте играют с козырем («клубное экарте»). Наиболее известный вариант имеет другое название: виктория. Количество игроков неограниченно. Колода — 104 листа, то есть две смешанных колоды. Прежде все ставят условленную ставку. Затем банкомёт сдаёт по 1 карте каждому игроку и себе. Другие игроки называются понтёры.

## Правила
Туз имеет одно очко, картинки — по 10, остальные карты — по достоинству. Игроки могут затребовать прикуп. Тогда банкомёт сдаёт им ещё по одной карте. Правда прикупившие потом теряют в выигрыше. Можно прикупить и ещё раз, то есть сбросить обе плохие карты и получить новые две. После сдачи подсчитывают очки и выигрыш. Десятки отбрасываются, высшая карта — 9. Выигрывает тот, у кого 9. Он получает втройне, в том числе и банкомёт. 8 даёт двойной выигрыш, 7 — одинарный. Если банкомёт имеет 7, то он платит тем, у кого 8 и 9, но берёт со всех остальных. В целом банкомёт имеет преимущества.
Виктория отличается тем, что в ней сдают по две карты.